# Ибрагимова, Наиля Нургазизовна
Наиля Нургазизовна Ибрагимова (тат. Наилә Нургазиз кызы Ибраһимова; род. 5 августа 1945, Атабаево, Лаишевский район, Татарская АССР, РСФСР, СССР) — советская и российская татарская актриса. Народный артист Республики Татарстан (2010), заслуженный артист Татарской ССР (1991).

## Биография
Наиля Нургазизовна Ибрагимова родилась 5 августа 1945 года в селе Атабаево Лаишевского района Татарской АССР. По другим данным — в селе Епанчино, которое в 1953 году затопили в связи со строительством Куйбышевского водохранилища и объединили с Атабаево. Была одной из семи детей в семье Насимы и Нургазиза Ибрагимовых.
В юности занималась акробатикой, танцами, пением, играла на гармони. После окончания школы приехала в Казань и поступила в театральное училище, где училась на курсе Р. Зиганшиной. По окончании училища в 1968 году была принята в труппу Татарского государственного академического театра имени Г. Камала. В 1991 году удостоена звания заслуженного артиста Республики Татарстан, а в 2010 году стала народным артистом Республики Татарстан. В 2020 году отметила 75-летний юбилей.

## Очерк творчества
Творческий псевдоним — Наиля Ибрагим. Известна как характерная актриса, разноплановая, в том числе и драматическая. В первые годы работы в театре традиционно участвовала во всех массовках. Первоначально выступала как актриса-травести, создавшая ряд ярких образов подростков. В дальнейшем появились самостоятельные роли молодых девушек, смешливых, озорных, темпераментных, полных жизни и радостного самоощущения. В последующие годы репертуар Ибрагимовой расширился за счёт драматических и острохарактерных ролей. Как своеобразная актриса она прошла путь от настоящей исполнительницы детских ролей с присущей им непосредственностью до противоположных им по характеру драматических героинь, женщин с твёрдым внутренним стержнем, оказавших на перепутье, печальной трагической судьбы. Творческий диапазон Ибрагимовой отличается своеобразием своего образа, неповторимостью внешнего рисунка роли.
Несмотря на то, что о втором составе исполнителей обычно мало пишут, критика не прошла мимо исполнения Ибрагимовой роли Палый в спектакле «Зятья Гэргэри» Т. Миннуллина, которую она играла после В. Минкиной, представив свою героиню очаровательной, сухонькой, суетливой старушкой, вызывающей умиление и добрую симпатию зрителя. Её актёрские краски варьируются от тихости и мягкости, важности и царственности, до забавности, нелепости, гротесковости. С возрастом психологические характеристики персонажей Ибрагимовой лишь усилились. Юношеская озаренность её молодых героинь сменилась дараматизмом, размышлениями о жизни, сдержанной силой. Вне зависимости как от жанра спектакля, так и от характера персонажа, воплощённые Ибрагимовой образы преимущественно лиричны, обладают своим особым миром, разнообразием эмоций и переживаний.
Среди наиболее значительных ролей — Эльвира («Перед свадьбой»), Анас («Две невестки» Х. Вахита), Гульбану («Судьба татарки» Г. Ибрагимова), Бибигайша («Смелые девушки» Т. Гиззата), Мальчик («Голубая шаль»), Бибинур («Казанское полотенце» К. Тинчурина), Ангел («Старик из деревни Альдермеш»), Нурания («Здесь родились, здесь возмужали»), Эльмира («Прощайте!»), Алтынчач («Колыбельная»), Людмила («Родословная»), Нурзида («Шесть невест и один жених»), Палый («Зятья Гэргэри» Т. Миннуллина), Ханифа («Баскетболист» М. Гилязова), Садри, Бадига («Галиябану» М. Файзи), 1-я женщина («Зулейха» Г. Исхаки), Аклима («Выходили бабки замуж» Ф. Булякова), Флёра («Люстра» И. Зайниева), Накия («Минникамал» М. Амира, Лялька («Одна ночь» Б. Горбатова), Фаншетта («Женитьба Фигаро» П. Бомарше), Синьора Капулетти («Ромео и Джульетта» У. Шекспира, Элен («Суббота, воскресенье, понедельник» Эд. де Филлиппо.

## Награды
- Почётное звание «Народный артист Республики Татарстан» (2010 год) — за большой вклад в развитие татарского театрального искусства, многолетний плодотворный труд[3][13].
- Почётное звание «Заслуженный артист Татарской ССР» (1991 год)[14][2].
- Медаль «За доблестный труд» (2020 год) — за многолетнюю плодотворную творческую деятельность и большой вклад в развитие театрального искусства[15].
- Благодарность Президента Республики Татарстан (2015 год) — за большой вклад в развитие татарского театрального искусства и многолетний плодотворный труд[16].
- Знак министерства культуры Республики Татарстан «За достижения в культуре» (2005 год)[17].

## Личная жизнь
Замуж вышла за Александра Планкина, мордвина по национальности, игравшего в оркестре театра Камала. Имели сына Радика, но развелись когда ему исполнилось 20 лет.